# Eumysops
L'eumisope (gen. Eumysops) è un mammifero roditore estinto, appartenente agli istricognati. Visse tra il Pliocene inferiore e il Pleistocene medio (circa 5 - 1 milioni di anni fa) e i suoi resti fossili sono stati ritrovati in Sudamerica.

## Descrizione
Questo roditore doveva essere molto simile ai cosiddetti "ratti spinosi" sudamericani (gen. Echimys), e come questi doveva essere un roditore di grosse dimensioni e dal cranio specializzato. In particolare, Eumysops era caratterizzato da orbite grandi, scatola cranica raccorciata, denti notevolmente ipsodonti e da alcune specializzazioni postcraniche (come una cresta nella regione gluteale del femore eccezionalmente sviluppata e una spina iliaca anteriore in posizione molto distale).

## Classificazione
Eumysops è un membro degli echimiidi, una famiglia di roditori istricognati molto diffusa in Sudamerica ancora oggi. In particolare, Eumysops è considerato un membro della sottofamiglia Trichomyinae, attualmente rappresentata da Trichomys.
La specie più antica è E. laeviplicatus, del Pliocene inferiore, seguita da E. formosus; quest'ultima è ritenuta ancestrale alla ben nota E. chapalmalensis, apparsa circa 4,5 milioni di anni fa e sopravvissuta fino al Pleistocene medio; questa specie è anche la più grande del genere Eumysops. Un'altra specie piuttosto recente (circa 3-2 milioni di anni fa) è E. marplatensis, mentre la specie E. gracilis è particolarmente longeva (tra i 4,5 e i 2 milioni di anni fa) e sembrerebbe essere la forma più arcaica del gruppo.

## Paleoecologia
Eumysops è l'unico echimiide la cui evoluzione è avvenuta nelle zone meridionali del Sudamerica; le sue caratteristiche morfologiche peculiari potrebbero essere dovute alla sua storia evolutiva australe, ed è da mettere in relazione con l'ipotesi che ambienti derivati al di fuori dei tropici possano aver contribuito allo sviluppo di morfologie peculiari (Olivares e Verzi, 2014).